# 布勒滕
布勒滕是德国石勒苏益格－荷尔斯泰因州的一个市镇。总面积10.69平方公里，总人口272人，其中男性142人，女性130人（2011年12月31日），人口密度25人/平方公里。